# Verb (txuvaix)
El verb txuvaix és una característica essencial de la gramàtica txuvaixa. Com en totes les llengües turqueses, té una gran varietat de formes. La separació primerenca de la branca búlgara o ogúrica, a la qual pertany el txuvaix, del tronc comú turquès i, en grau més baix, el contacte prologat del txuvaix amb les llengües finoúgriques veïnes l'ha portat a desenvolupar formes a vegades notablement diferents de les altres llengües de la seva família. A més, malgrat ser una llengua aglutinant, les nombroses regles fonètiques de la llengua provoquen sovint canvis en els morfemes fins al punt que, en alguns casos, és difícil de destriar-los d'un morfema veí.

## Estructura general
Els verbs es construeixen combinant morfemes en un ordre establert. Bàsicament es formen afegint a l'arrel:
1. Possiblement, el morfema causatiu (-tAr)
2. Possiblement, el morfema potencial (-Ay)
3. Possiblement, el morfema negatiu (-mA(s))
4. Un morfema de temps, de gerundi o de participi
5. Després d'un morfema de temps, possiblement, un de plural
6. Després d'un morfema de temps o de plural, un de persona
7. Després d'un morfema de participi, es poden afegir els morfemes que poden rebre els substantius

| Txuvaix               | Català                 |
| --------------------- | ---------------------- |
| kil-                  | venir                  |
| kil·ter-              | fer venir              |
| kil·ter·ey-           | poder fer venir        |
| kil·ter·ey·me(s)-     | no poder fer venir     |
| kil·ter·ey·mes·t-     | no poder ara fer venir |
| kil·ter·ey·mes·t·ĕp   | no puc fer venir       |
| kil·ter·ey·mes·t·p·ĕr | no podem fer venir     |

Aquesta aglutinància del txuvaix, típica de les llengües turqueses, s'amalgama amb una sèrie de canvis fonètics regulars, però complexos, que a vegades fan difícil delimitar cadascun dels morfemes. A més, alguns morfemes, per raons històriques, han pres diferents formes depenent dels temps verbals: per exemple, el morfema de la 1a persona a vegades és ǎp i, a vegades, ǎm.
En els diccionaris, la forma lèxica en què es presenten els verbs és la seva arrel, que correspon a l'imperatiu de la segona persona del singular.
Quant al morfema causatiu, cal assenyar que en txuvaix n'hi ha dos:
- -t: no productiu, que es troba només en un cert nombre de verbs. Per exemple: vĕren («aprendre») › vĕrent («ensenyar», literalment «fer aprendre»); hăpar («aixecar-se, millorar(-se)») › hăpart («aixecar, millorar (transitiu)»)[1]
- -tAr: productiu, que es pot afegir a pràcticament qualsevol verb. Per exemple: śır («escriure») › śırtar («fer escriure»); ĕśle («treballar») › ĕśleter («fer treballar»)

## Morfemes de persona i nombre
Els morfemes de persona i nombre són molt semblants als de possessió, excepte per a la segona persona del singular i en la majoria de casos de l'imperatiu. Tenen, però, diferents formes segons el temps. Bàsicament, es poden dividir en tres paradigmes, depenent del temps o mode, tot i que en cada temps o mode concret hi poden haver algunes diferències:
| Paradigma  | I (passats, condicional) | I (passats, condicional) | II (present, futur, optatiu) | II (present, futur, optatiu) | III (imperatiu) | III (imperatiu) |
| Paradigma  | singular                 | plural                   | singular                     | plural                       | singular        | plural          |
| ---------- | ------------------------ | ------------------------ | ---------------------------- | ---------------------------- | --------------- | --------------- |
| 1a persona | -Ăm                      | -ĂmĂr                    | -Ăp                          | -ĂpĂr                        | -Am             | -Ar             |
| 2a persona | -Ăn                      | -Ăr                      | -Ăn                          | -Ăr                          | -Ø              | -Ăr             |
| 3a persona | -'ĕ                      | -'ĕś                     | -ĕ                           | -ĕś                          | -tĂr            | -ççĂr           |

En general, les gramàtiques txuvaixes presenten els morfemes Ăm/Ăp com de primera persona; el morfema Ăn, com de segona persona (amb un al·lomorf buit en el plural); i el morfema Ăr, com de plural (però que funciona només per a la primera i segona persona). D'aquesta manera, per exemple, en comptes de -ĂmĂr i -Ăr del paradigma I de la taula, proposen l'anàlisi descomposta -Ăm·Ăr i -Ø·Ăr.

## Temps i modes

### Present
El present es construeix amb el morfema (A)t.
|                       | Verbs amb vocal posterior | Verbs amb vocal posterior | Verbs amb vocal posterior | Verbs amb vocal posterior | Verbs amb vocal anterior | Verbs amb vocal anterior  | Verbs amb vocal anterior  | Verbs amb vocal anterior |
| Arrel amb vocal final | Arrel amb vocal final     | Arrel amb consonant final | Arrel amb consonant final | Arrel amb vocal final     | Arrel amb vocal final    | Arrel amb consonant final | Arrel amb consonant final |                          |
| vula («llegir»)       | vula («llegir»)           | śır («escriure»)          | śır («escriure»)          | ĕśle («treballar»)        | ĕśle («treballar»)       | kil («venir»)             | kil («venir»)             |                          |
| Persona               | Afirmatiu                 | Negatiu                   | Afirmatiu                 | Negatiu                   | Afirmatiu                | Negatiu                   | Afirmatiu                 | Negatiu                  |
| --------------------- | ------------------------- | ------------------------- | ------------------------- | ------------------------- | ------------------------ | ------------------------- | ------------------------- | ------------------------ |
| 1а sg                 | vulatăp                   | vulamastăp                | śıratăp                   | śırmastăp                 | ĕśletĕp                  | ĕślemestĕp                | kiletĕp                   | kilmestĕp                |
| 2а sg                 | vulatăn                   | vulamastăn                | śıratăn                   | śırmastăn                 | ĕśletĕn                  | ĕślemestĕn                | kiletĕn                   | kilmestĕn                |
| 3а sg                 | vulat'                    | vulamast'                 | śırat'                    | śırmast'                  | ĕślet                    | ĕślemest                  | kilet                     | kilmest                  |
| 1а pl                 | vulatpăr                  | vulamastpăr               | śıratpăr                  | śırmastpăr                | ĕśletpĕr                 | ĕślemestpĕr               | kiletpĕr                  | kilmestpĕr               |
| 2а pl                 | vulatăr                   | vulamastăr                | śıratăr                   | śırmastăr                 | ĕśletĕr                  | ĕślemestĕr                | kiletĕr                   | kilmestĕr                |
| 3а pl                 | vulaśśĕ                   | vulamaśśĕ                 | śıraśĕ                    | śırmaśśĕ                  | ĕśleśśĕ                  | ĕślemeśśĕ                 | kileśśĕ                   | kilmeśśĕ                 |

Cal assenyalar que en els verbs que acaben en les vocals i, u o bé ü, es produeixen els canvis fonètics típics del txuvaix en presència d'una altra vocal per evitar tenir dues vocals seguides. Així, a la primera persona del singular, el verb śi («menjar») es conjuga śiyetĕp; tu («fer»), tăvatăp; i tü («moldre»), tĕvetĕp.
A la tercera persona del singular, es pot notar que cau el morfema ĕ, típic d'aquesta persona, però es manté la palatalització de la consonant prèvia que provoca aquesta vocal per ser anterior (vulat', vulamast'). Aquesta palatalització no s'indica explícitament en els verbs amb vocals anteriors a l'arrel (kilet, kilmest) perquè la vocal anterior prèvia ja palatalitza la t final, segons les regles fonètiques de la llengua.
Habitualment, en la llengua oral, la t final de síl·laba, davant d'una oclusiva, cau i gemina l'oclusiva. Per això, per exemple, vulatpăr s'acostuma a pronunciar [ʋuˈlɑpːər].

### Futur
El futur es construeix sense morfema de temps.
|                       | Verbs amb vocal posterior | Verbs amb vocal posterior | Verbs amb vocal posterior | Verbs amb vocal posterior | Verbs amb vocal anterior | Verbs amb vocal anterior  | Verbs amb vocal anterior  | Verbs amb vocal anterior |
| Arrel amb vocal final | Arrel amb vocal final     | Arrel amb consonant final | Arrel amb consonant final | Arrel amb vocal final     | Arrel amb vocal final    | Arrel amb consonant final | Arrel amb consonant final |                          |
| vula                  | vula                      | śır                       | śır                       | ĕśle                      | ĕśle                     | kil                       | kil                       |                          |
| Persona               | Afirmatiu                 | Negatiu                   | Afirmatiu                 | Negatiu                   | Afirmatiu                | Negatiu                   | Afirmatiu                 | Negatiu                  |
| --------------------- | ------------------------- | ------------------------- | ------------------------- | ------------------------- | ------------------------ | ------------------------- | ------------------------- | ------------------------ |
| 1а sg                 | vulăp                     | vulamăp                   | śırăp                     | śırmăp                    | ĕślĕp                    | ĕślemĕp                   | kilĕp                     | kilmĕp                   |
| 2а sg                 | vulăn                     | vulamăn                   | śırăn                     | śırmăn                    | ĕślĕn                    | ĕślemĕn                   | kilĕn                     | kilmĕn                   |
| 3а sg                 | vulĕ                      | vulamĕ                    | śırĕ                      | śırmă                     | ĕślĕ                     | ĕślemĕ                    | kilĕ                      | kilmĕ                    |
| 1а pl                 | vulăpăr                   | vulamăpăr                 | śırăpăr                   | śırmăpăr                  | ĕślĕpĕr                  | ĕślemĕpĕr                 | kilĕpĕr                   | kilmĕpĕr                 |
| 2а pl                 | vulăr                     | vulamăr                   | śırăr                     | śırmăr                    | ĕślĕr                    | ĕślemĕr                   | kilĕr                     | kilmĕr                   |
| 3а pl                 | vulĕś                     | vulamĕś                   | śırĕś                     | śırmăś                    | ĕślĕś                    | ĕślemĕś                   | kilĕś                     | kilmĕś                   |

Els verbs que acaben en les vocals i, u o bé ü, pateixen els canvis fonètics habituals: en la primera persona del singular, el verb śi («menjar») es conjuga śiyĕp; tu («fer»), tăvăp; i tü («moldre»), tĕvĕp.

### Passat simple
El passat simple es construeix amb el morfema r. En els verbs que acaben en r, l o n es produeix la mutació habitual d’r en t. Aquesta t, al seu torn, es transforma en ç davant del morfema ĕ de la tercera persona, com també passa en els noms amb el possessiu de tercera persona, que és igual a la terminació verbal de la tercera persona (śır·r·ĕ › śır·t·ĕ › śır·ç·ĕ).
|                       | Verbs amb vocal posterior | Verbs amb vocal posterior | Verbs amb vocal posterior | Verbs amb vocal posterior | Verbs amb vocal anterior | Verbs amb vocal anterior  | Verbs amb vocal anterior  | Verbs amb vocal anterior |
| Arrel amb vocal final | Arrel amb vocal final     | Arrel amb consonant final | Arrel amb consonant final | Arrel amb vocal final     | Arrel amb vocal final    | Arrel amb consonant final | Arrel amb consonant final |                          |
| vula                  | vula                      | śır                       | śır                       | ĕśle                      | ĕśle                     | kil                       | kil                       |                          |
| Persona               | Afirmatiu                 | Negatiu                   | Afirmatiu                 | Negatiu                   | Afirmatiu                | Negatiu                   | Afirmatiu                 | Negatiu                  |
| --------------------- | ------------------------- | ------------------------- | ------------------------- | ------------------------- | ------------------------ | ------------------------- | ------------------------- | ------------------------ |
| 1а sg                 | vularăm                   | vulamarăm                 | śırtăm                    | śırmarăm                  | ĕślerĕm                  | ĕślemerĕm                 | kiltĕm                    | kilmerĕm                 |
| 2а sg                 | vularăn                   | vulamarăn                 | śırtăn                    | śırmarăn                  | ĕślerĕn                  | ĕślemerĕn                 | kiltĕn                    | kilmerĕn                 |
| 3а sg                 | vularĕ                    | vulamarĕ                  | śırçĕ                     | śırmarĕ                   | ĕślerĕ                   | ĕślemerĕ                  | kilçĕ                     | kilmerĕ                  |
| 1а pl                 | vularămăr                 | vulamarămăr               | śırtămăr                  | śırmarămăr                | ĕślerĕmĕr                | ĕślemerĕmĕr               | kiltĕmĕr                  | kilmerĕmĕr               |
| 2а pl                 | vularăr                   | vulamarăr                 | śırtăr                    | śırmarăr                  | ĕślerĕr                  | ĕślemerĕr                 | kiltĕr                    | kilmerĕr                 |
| 3а pl                 | vularĕś                   | vulamarĕś                 | śırçĕś                    | śırmarĕś                  | ĕślerĕś                  | ĕślemerĕś                 | kilçĕś                    | kilmerĕś                 |

En deu verbs monosíl·labs acabats en r es produeix, com en el cas general, la mutació d’r en t del morfema de passat simple, però alhora l’r final de l'arrel també cau. D'aquesta manera, la primera persona del passat simple de kĕr («entrar») és kĕtĕm (kĕr·r·ĕm › kĕr·t·ĕm › kĕ·t·ĕm).
El passat simple denota una acció en què el mateix parlant va presenciar o participar, o que sap exactament de què parla. Per aquesta raó alguns gramàtics l'anomenen «passat categòric» o «passat evidencial».

### Passat indefinit
En oposició al passat simple, el passat indefinit s'utilitza en casos en què el parlant no ha presenciat l'acció, per la qual cosa alguns gramàtics l'anomenen passat no evidencial. Tanmateix, s'utilitza també en casos en què el narrador es distancia de l'acció. Això el fa molt habitual en el llenguatge administratiu i periodístic, com a signe d'objectivitat.
Es tracta, de fet, d'un participi passat, per la qual cosa no té formes diferents segons la persona. A més del seu ús com a participi, però, té un ús predicatiu: epĕ śırnă, «vaig escriure».
Es forma amb el morfema nĂ. La forma negativa esdevé mAn.
| Verbs amb vocal posterior | Verbs amb vocal posterior | Verbs amb vocal posterior | Verbs amb vocal posterior | Verbs amb vocal anterior | Verbs amb vocal anterior | Verbs amb vocal anterior  | Verbs amb vocal anterior  |
| Arrel amb vocal final     | Arrel amb vocal final     | Arrel amb consonant final | Arrel amb consonant final | Arrel amb vocal final    | Arrel amb vocal final    | Arrel amb consonant final | Arrel amb consonant final |
| vula                      | vula                      | śır                       | śır                       | ĕśle                     | ĕśle                     | kil                       | kil                       |
| Afirmatiu                 | Negatiu                   | Afirmatiu                 | Negatiu                   | Afirmatiu                | Negatiu                  | Afirmatiu                 | Negatiu                   |
| ------------------------- | ------------------------- | ------------------------- | ------------------------- | ------------------------ | ------------------------ | ------------------------- | ------------------------- |
| vulană                    | vulaman                   | śırnă                     | śırman                    | ĕślenĕ                   | ĕślemen                  | kilnĕ                     | kilmen                    |

A aquesta forma verbal s'hi pot afegir el morfema de passat ççĕ, obtenint una mena de plusquamperfet: epĕ śırnăççĕ, «havia escrit».

### Passat imperfet
L'imperfet es construeix amb el morfema (A)t(t).
|                       | Verbs amb vocal posterior | Verbs amb vocal posterior | Verbs amb vocal posterior | Verbs amb vocal posterior | Verbs amb vocal anterior | Verbs amb vocal anterior  | Verbs amb vocal anterior  | Verbs amb vocal anterior |
| Arrel amb vocal final | Arrel amb vocal final     | Arrel amb consonant final | Arrel amb consonant final | Arrel amb vocal final     | Arrel amb vocal final    | Arrel amb consonant final | Arrel amb consonant final |                          |
| vula                  | vula                      | śır                       | śır                       | ĕśle                      | ĕśle                     | kil                       | kil                       |                          |
| Persona               | Afirmatiu                 | Negatiu                   | Afirmatiu                 | Negatiu                   | Afirmatiu                | Negatiu                   | Afirmatiu                 | Negatiu                  |
| --------------------- | ------------------------- | ------------------------- | ------------------------- | ------------------------- | ------------------------ | ------------------------- | ------------------------- | ------------------------ |
| 1а sg                 | vulattăm(ççĕ)             | vulamastăm(ççĕ)           | śırattăm(ççĕ)             | śırmastăm(ççĕ)            | ĕślettĕm(ççĕ)            | ĕślemestĕm(ççĕ)           | kilettĕm(ççĕ)             | kilmestĕm(ççĕ)           |
| 2а sg                 | vulattăn(ççĕ)             | vulamastăn(ççĕ)           | śırattăn(ççĕ)             | śırmastăn(ççĕ)            | ĕślettĕn(ççĕ)            | ĕślemestĕn(ççĕ)           | kilettĕn(ççĕ)             | kilmestĕn(ççĕ)           |
| 3а sg                 | vulatçĕ                   | vulamastçĕ                | śıratçĕ                   | śırmastçĕ                 | ĕśletçĕ                  | ĕślemestçĕ                | kiletçĕ                   | kilmestçĕ                |
| 1а pl                 | vulattămăr(ççĕ)           | vulamastămăr(ççĕ)         | śırattămăr(ççĕ)           | śırmastămăr(ççĕ)          | ĕślettĕmĕr(ççĕ)          | ĕślemestĕmĕr(ççĕ)         | kilettĕmĕr(ççĕ)           | kilmestĕmĕr(ççĕ)         |
| 2а pl                 | vulattăr(ççĕ)             | vulamastăr(ççĕ)           | śırattăr(ççĕ)             | śırmastăr(ççĕ)            | ĕślettĕr(ççĕ)            | ĕślemestĕr(ççĕ)           | kilettĕr(ççĕ)             | kilmestĕr(ççĕ)           |
| 3а pl                 | vulatçĕś                  | vulamastçĕś               | śıratçĕś                  | śırmastçĕś                | ĕśletçĕś                 | ĕślemestçĕś               | kiletçĕś                  | kilmestçĕś               |

El morfema de passat ççĕ es pot trobar a la primera i segona persona sense canvi de significat.
Es produeixen els canvis fonètics habituals en els verbs que acaben en les vocals i, u o bé ü. Així, a la primera persona del singular, el verb śi («menjar») es conjuga com śiyettĕm; tu («fer»), tăvattăm; i tü («moldre»), tĕvettĕm.

### Plusquamperfet
El plusquamperfet es construeix amb el morfema sAtt. Prové de la composició del gerundi passat (sA) i l'imperfet (Att), però té realitzacions lleugerament diferents, per exemple en la tercera persona (-tçĕ i -ççĕ).
|                       | Verbs amb vocal posterior | Verbs amb vocal posterior | Verbs amb vocal posterior | Verbs amb vocal posterior | Verbs amb vocal anterior | Verbs amb vocal anterior  | Verbs amb vocal anterior  | Verbs amb vocal anterior |
| Arrel amb vocal final | Arrel amb vocal final     | Arrel amb consonant final | Arrel amb consonant final | Arrel amb vocal final     | Arrel amb vocal final    | Arrel amb consonant final | Arrel amb consonant final |                          |
| vula                  | vula                      | śır                       | śır                       | ĕśle                      | ĕśle                     | kil                       | kil                       |                          |
| Persona               | Afirmatiu                 | Negatiu                   | Afirmatiu                 | Negatiu                   | Afirmatiu                | Negatiu                   | Afirmatiu                 | Negatiu                  |
| --------------------- | ------------------------- | ------------------------- | ------------------------- | ------------------------- | ------------------------ | ------------------------- | ------------------------- | ------------------------ |
| 1а sg                 | vulasattăm(ççĕ)           | vulamasattăm(ççĕ)         | śırsattăm(ççĕ)            | śırmasattăm(ççĕ)          | ĕślesettĕm(ççĕ)          | ĕślemesettĕm(ççĕ)         | kilsettĕm(ççĕ)            | kilmesettĕm(ççĕ)         |
| 2а sg                 | vulasattăn(ççĕ)           | vulamasattăn(ççĕ)         | śırsattăn(ççĕ)            | śırmasattăn(ççĕ)          | ĕślesettĕn(ççĕ)          | ĕślemesettĕn(ççĕ)         | kilsettĕn(ççĕ)            | kilmesettĕn(ççĕ)         |
| 3а sg                 | vulasaççĕ                 | vulamasaççĕ               | śırsaççĕ                  | śırmasaççĕ                | ĕśleseççĕ                | ĕślemeseççĕ               | kilseççĕ                  | kilmeseççĕ               |
| 1а pl                 | vulasattămăr(ççĕ)         | vulamasattămăr(ççĕ)       | śırsattămăr(ççĕ)          | śırmasattămăr(ççĕ)        | ĕślesettĕmĕr(ççĕ)        | ĕślemesettĕmĕr(ççĕ)       | kilsettĕmĕr(ççĕ)          | kilmesettĕmĕr(ççĕ)       |
| 2а pl                 | vulasattăr(ççĕ)           | vulamasattăr(ççĕ)         | śırsattăr(ççĕ)            | śırmasattăr(ççĕ)          | ĕślesettĕr(ççĕ)          | ĕślemesettĕr(ççĕ)         | kilsettĕr(ççĕ)            | kilmesettĕr(ççĕ)         |
| 3а pl                 | vulasaççĕś                | vulamasaççĕś              | śırsaççĕś                 | śırmasaççĕś               | ĕśleseççĕś               | ĕślemeseççĕś              | kilseççĕś                 | kilmeseççĕś              |

El morfema de passat ççĕ es pot trobar a la primera i segona persona sense canvi de significat.

### Imperatiu
L'imperatiu té formes per a totes les persones i una construcció complexa, sense que s'hi pugui apreciar un morfema de temps o mode específic, que a vegades falta del tot. A la segona persona del singular no hi ha ni morfema de temps ni de persona: correspon sempre a l'arrel verbal, que és la forma en què es presenten els verbs en els diccionaris.
La negació en la segona i tercera persona és molt anòmala en txuvaix. L'adverbi an que es posa precedint el verb és un manlleu de les llengües pèrmiques de la branca finoúgrica de la família uraliana, que van ser desplaçades al nord quan van arribar els protobúlgars a la regió del Volga mitjà (udmurt i komi, «en»).
|                       | Verbs amb vocal posterior | Verbs amb vocal posterior | Verbs amb vocal posterior | Verbs amb vocal posterior | Verbs amb vocal anterior | Verbs amb vocal anterior  | Verbs amb vocal anterior  | Verbs amb vocal anterior |
| Arrel amb vocal final | Arrel amb vocal final     | Arrel amb consonant final | Arrel amb consonant final | Arrel amb vocal final     | Arrel amb vocal final    | Arrel amb consonant final | Arrel amb consonant final |                          |
| vula                  | vula                      | śır                       | śır                       | ĕśle                      | ĕśle                     | kil                       | kil                       |                          |
| Persona               | Afirmatiu                 | Negatiu                   | Afirmatiu                 | Negatiu                   | Afirmatiu                | Negatiu                   | Afirmatiu                 | Negatiu                  |
| --------------------- | ------------------------- | ------------------------- | ------------------------- | ------------------------- | ------------------------ | ------------------------- | ------------------------- | ------------------------ |
| 1а sg                 | vulam                     | vulam mаr                 | śıram                     | śıram mаr                 | ĕślem                    | ĕślem mаr                 | kilem                     | kilem mаr                |
| 2а sg                 | vula                      | аn vula                   | śır                       | аn śır                    | ĕśle                     | аn ĕśle                   | kil                       | аn kil                   |
| 3а sg                 | vulatăr                   | аn vulatăr                | śırtăr                    | аn śırtăr                 | ĕśletĕr                  | аn ĕśletĕr                | kiltĕr                    | аn kiltĕr                |
| 1а pl                 | vular                     | vular mаr                 | śırar                     | śırar mаr                 | ĕśler                    | ĕśler mаr                 | kiler                     | kiler mаr                |
| 2а pl                 | vulăr                     | аn vulăr                  | śırăr                     | аn śırăr                  | ĕślĕr                    | аn ĕślĕr                  | kilĕr                     | аn kilĕr                 |
| 3а pl                 | vulaççăr                  | аn vulaççăr               | śırççăr                   | аn śırççăr                | ĕśleççĕr                 | аn ĕśleççĕr               | kilççĕr                   | аn kilççĕr               |

L'imperatiu pot estar acompanyat per diferents afixos de cortesia. Aquests depenen de la persona:
| Persona | Morfema | Exemple i glossa                                                                          | Nota |
| ------- | ------- | ----------------------------------------------------------------------------------------- | --- |
| 2а sg   | sAm     | vulasam («llegeix, si us plau») kilsem («vine, si us plau»)                               | |
| 2а sg   | ççĕ     | vulaççĕ («llegeix, si us plau») kilççĕ («vine, si us plau»)                               | Indica cortesia en un grau més gran que sAm                                                                |
| 2а sg   | sAm·ççĕ | vulasamççĕ («llegeix, t'ho prego») kilsemççĕ («vine, t'ho prego»)                         | |
| 3а sg   | ççĕ     | śırtărççĕ («seria molt bo que escrigués») kiltĕrççĕ («seria molt bo que vingués»)         | |
| 2а pl   | sAm     | śırsamăr, śırărsam («escriviu, si us plau») kilsemĕr, kilĕrsem («veniu, si us plau»)      | El morfema es troba tant al davant del de persona (śırsamăr, kilsemĕr) com al darrere (śırărsam, kilĕrsem) |
| 3а pl   | ççĕ     | śırççărççĕ («seria molt bo que escriguessin») kilççĕrççĕ («seria molt bo que vinguessin») | |

Col·loquialment, s'utilitza molt el clític ha, d'origen rus: kala-ha («digues, sisplau»).

### Condicional
El condicional es construeix amb el morfema (Ă)tt.
|                       | Verbs amb vocal posterior | Verbs amb vocal posterior | Verbs amb vocal posterior | Verbs amb vocal posterior | Verbs amb vocal anterior | Verbs amb vocal anterior  | Verbs amb vocal anterior  | Verbs amb vocal anterior |
| Arrel amb vocal final | Arrel amb vocal final     | Arrel amb consonant final | Arrel amb consonant final | Arrel amb vocal final     | Arrel amb vocal final    | Arrel amb consonant final | Arrel amb consonant final |                          |
| vula                  | vula                      | śır                       | śır                       | ĕśle                      | ĕśle                     | kil                       | kil                       |                          |
| Persona               | Afirmatiu                 | Negatiu                   | Afirmatiu                 | Negatiu                   | Afirmatiu                | Negatiu                   | Afirmatiu                 | Negatiu                  |
| --------------------- | ------------------------- | ------------------------- | ------------------------- | ------------------------- | ------------------------ | ------------------------- | ------------------------- | ------------------------ |
| 1а sg                 | vulăttăm                  | vulamăttăm                | śırăttăm                  | śırmăttăm                 | ĕślĕttĕm                 | ĕślemĕttĕm                | kilĕttĕm                  | kilmĕttĕm                |
| 2а sg                 | vulăttăn                  | vulamăttăn                | śırăttăn                  | śırmăttăn                 | ĕślĕttĕn                 | ĕślemĕttĕn                | kilĕttĕn                  | kilmĕttĕn                |
| 3а sg                 | vulĕççĕ                   | vulamĕççĕ                 | śırĕççĕ                   | śırmĕççĕ                  | ĕślĕççĕ                  | ĕślemĕççĕ                 | kilĕççĕ                   | kilmĕççĕ                 |
| 1а pl                 | vulăttămăr                | vulamăttămăr              | śırăttămăr                | śırmăttămăr               | ĕślĕttĕmĕr               | ĕślemĕttĕmĕr              | kilĕttĕmĕr                | kilmĕttĕmĕr              |
| 2а pl                 | vulăttăr                  | vulamăttăr                | śırăttăr                  | śırmăttăr                 | ĕślĕttĕr                 | ĕślemĕttĕr                | kilĕttĕr                  | kilmĕttĕr                |
| 3а pl                 | vulĕççĕś                  | vulamĕççĕś                | śırĕççĕś                  | śırmĕççĕś                 | ĕślĕççĕś                 | ĕślemĕççĕś                | kilĕççĕś                  | kilmĕççĕś                |

Es produeixen els canvis fonètics habituals en els verbs que acaben en les vocals i, u o bé ü. Així, a la primera persona del singular, el verb śi («menjar») es conjuga com śiyĕttĕm; tu («fer»), tăvăttăm; i tü («moldre»), tĕvĕttĕm.
Es forma una mena de condicional passat amb el participat passat nĂ i el verb pul («ser») usat com a auxiliar: śırnă pulăttăm («(jo) hauria escrit»).

### Optatiu
L'optatiu és un mode relativament poc usat. Expressa un desig («si això passés»). Té una construcció molt irregular, amb el morfema futur Ă, seguit pel morfema de persona (Ăp, Ăn, etc.) i al que s'afegeix el morfema in.
|                       | Verbs amb vocal posterior | Verbs amb vocal posterior | Verbs amb vocal posterior | Verbs amb vocal posterior | Verbs amb vocal anterior | Verbs amb vocal anterior  | Verbs amb vocal anterior  | Verbs amb vocal anterior |
| Arrel amb vocal final | Arrel amb vocal final     | Arrel amb consonant final | Arrel amb consonant final | Arrel amb vocal final     | Arrel amb vocal final    | Arrel amb consonant final | Arrel amb consonant final |                          |
| vula                  | vula                      | śır                       | śır                       | ĕśle                      | ĕśle                     | kil                       | kil                       |                          |
| Persona               | Afirmatiu                 | Negatiu                   | Afirmatiu                 | Negatiu                   | Afirmatiu                | Negatiu                   | Afirmatiu                 | Negatiu                  |
| --------------------- | ------------------------- | ------------------------- | ------------------------- | ------------------------- | ------------------------ | ------------------------- | ------------------------- | ------------------------ |
| 1а sg                 | vulăpin                   | vulamăpin                 | śırăpin                   | śırmăpin                  | ĕślĕpin                  | ĕślemĕpin                 | kilĕpin                   | kilmĕpin                 |
| 2а sg                 | vulăsăn                   | vulamăsăn                 | śırăsăn                   | śırmăsăn                  | ĕślĕsĕn                  | ĕślemĕsĕn                 | kilĕsĕn                   | kilmĕsĕn                 |
| 3а sg                 | vulin                     | vulamin                   | śırin                     | śırmin                    | ĕślin                    | ĕślemin                   | kilin                     | kilmin                   |
| 1а pl                 | vulăpărin                 | vulamăpărin               | śırăpărin                 | śırmăpărin                | ĕślĕpĕrin                | ĕślemĕpĕrin               | kilĕpĕrin                 | kilmĕpĕrin               |
| 2а pl                 | vulăsăr(in)               | vulamăsăr(in)             | śırăsăr(in)               | śırmăsăr(in)              | ĕślĕsĕr(in)              | ĕślemĕsĕr(in)             | kilĕsĕr(in)               | kilmĕsĕr(in)             |
| 3а pl                 | vulĕśin                   | vulamĕśin                 | śırĕśin                   | śırmĕśin                  | ĕślĕśin                  | ĕślemĕśin                 | kilĕśin                   | kilmĕśin                 |

Es produeixen els canvis fonètics habituals en els verbs que acaben en les vocals i, u o bé ü. Així, a la primera persona del singular, el verb śi («menjar») es conjuga com śiyĕpin; tu («fer»), tăvăpin; i tü («moldre»), tĕvĕpin.
Es forma una mena d'optatiu passat amb el participat passat nĂ i el verb pul («ser») usat com a auxiliar: śırnă pulăpin («si (jo) hagués escrit»). Hi ha una forma equivalent, només usada a la tercera persona, amb el morfema passat ççĕ: Eh, atte kilinççĕ! («Ah, si hagués vingut el pare!»).

## Formes verbals no finites

### Infinitius
El txuvaix té dues formes a les que hom es refereix com a «infinitiu». En la majoria dels casos són intercanviables. La primera forma, més habitual, es forma amb el morfema -mA, mentre que la segona es fa amb -mAkşĂn. La segon prové de la primera amb el morfema del cas causal final. No tenen formes negatives. En lloc seu, es postposa śuk: şıvsăr purănma śuk («sense aigua no es pot viure»).
| Verbs amb vocal posterior | Verbs amb vocal posterior | Verbs amb vocal posterior | Verbs amb vocal posterior | Verbs amb vocal anterior | Verbs amb vocal anterior | Verbs amb vocal anterior  | Verbs amb vocal anterior  |
| Arrel amb vocal final     | Arrel amb vocal final     | Arrel amb consonant final | Arrel amb consonant final | Arrel amb vocal final    | Arrel amb vocal final    | Arrel amb consonant final | Arrel amb consonant final |
| vula                      | vula                      | śır                       | śır                       | ĕśle                     | ĕśle                     | kil                       | kil                       |
| Afirmatiu                 | Negatiu                   | Afirmatiu                 | Negatiu                   | Afirmatiu                | Negatiu                  | Afirmatiu                 | Negatiu                   |
| ------------------------- | ------------------------- | ------------------------- | ------------------------- | ------------------------ | ------------------------ | ------------------------- | ------------------------- |
| vulama                    | vulama śuk                | śırma                     | śırma śuk                 | ĕśleme                   | ĕśleme śuk               | kilme                     | kilme śuk                 |
| vulamakşăn                | vulamakşăn śuk            | śırmakşăn                 | śırmakşăn śuk             | ĕślemekşĕn               | ĕślemekşĕn śuk           | kilmekşĕn                 | kilmekşĕn śuk             |

### Participis
Hi ha un bon nombre de participis (també anomenats «participis atributius»). Els més habituals són:
- El participi present, que es forma amb el morfema (A)kAn. La forma negativa és mAn.
- El participi passat, que es forma amb el morfema nĂ. La forma negativa és també mAn, com en present.
- El participi futur, que es forma amb el morfema (A)s. En principi, la forma negativa és mAs, però aquesta forma és inhabitual en la llengua actual. S'utilitzen, en canvi, els mots negatius mar o śuk.[43][44]
- El necessitatiu, que es forma amb el morfema mAllA: vulamalla, «cal llegir». La forma negativa es construeix postposant mar.

|                       | Verbs amb vocal posterior | Verbs amb vocal posterior   | Verbs amb vocal posterior | Verbs amb vocal posterior  | Verbs amb vocal anterior | Verbs amb vocal anterior    | Verbs amb vocal anterior  | Verbs amb vocal anterior   |
| Arrel amb vocal final | Arrel amb vocal final     | Arrel amb consonant final   | Arrel amb consonant final | Arrel amb vocal final      | Arrel amb vocal final    | Arrel amb consonant final   | Arrel amb consonant final |                            |
| vula                  | vula                      | śır                         | śır                       | ĕśle                       | ĕśle                     | kil                         | kil                       |                            |
| Participi             | Afirmatiu                 | Negatiu                     | Afirmatiu                 | Negatiu                    | Afirmatiu                | Negatiu                     | Afirmatiu                 | Negatiu                    |
| --------------------- | ------------------------- | --------------------------- | ------------------------- | -------------------------- | ------------------------ | --------------------------- | ------------------------- | -------------------------- |
| Present               | vulakan                   | vulaman                     | śırakan                   | śırman                     | ĕśleken                  | ĕślemen                     | kileken                   | kilmen                     |
| Passat                | vulană                    | vulaman                     | śırnă                     | śırman                     | ĕślenĕ                   | ĕślemen                     | kilnĕ                     | kilmen                     |
| Futur                 | vulas                     | vulamas vulas mar vulas śuk | śıras                     | śırmas śıras mar śıras śuk | ĕśles                    | ĕślemes ĕśles mar ĕśles śuk | kiles                     | kilmes kiles mar kiles śuk |
| Necessitatiu          | vulamalla                 | vulamalla mar               | śırmalla                  | śırmalla mar               | ĕślemelle                | ĕślemelle mar               | kilmelle                  | kilmelle mar               |

Es poden emprar tant com a atributs com com a predicats: kaymalla śul, «el camí que cal prendre» (literalment, «el camí que cal anar»); un kaymalla, «(ell) cal que hi vagi». La diferència és tènua: per exemple, epĕ vulakanççĕ (amb el participi present AkAn amb el morfema de passat ççĕ) pot entendre's com «(jo) era un lector» o «(jo) estava llegint».
El txuvaix no té frases subordinades relatives del tipus «la persona que llegeix un llibre». Aquestes construccions es formen mitjançant els participis. Per exemple:
| kĕneke vulakan śın                          | śın vulakan kĕneke                          |
| llibre.ABS llegir.PART-PRES.ABS persona.ABS | persona.ABS llegir.PART-PRES.ABS llibre.ABS |
| la persona que llegeix un llibre            | el llibre que llegeix la persona            |

Com es pot intuir d'aquests exemples, i com passa a vegades també en català, pot resultar ambigu qui és l'agent i qui és el pacient. Per exemple, kurnă śın pot entendre's com «la persona que ha vist» o «la persona que ha estat vista».
El participi futur és molt freqüent. Per exemple, afegint-li el cas causal final: vulasşăn, «per llegir»; ĕślesşĕn, «per treballar».
| appana kurasşăn epĕ kunta kiltĕm                                          |
| germana gran.DAT veure.PART-FUT.CAUS-FIN jo.ABS aquí venir.PAS-SIMPLE.1SG |
| he vingut aquí per veure la meva germana (gran)                           |

S'empra també en construccions molt habituals, per exemple: man śies kilet («vull menjar», literalment «a mi menjar ve de gust»); śiec pulat' («cal menjar»).

### Gerundis
Els gerundis (també anomenats «participis adverbials») més habituals són:
- -sA. La forma negativa és -mAsĂr. Indica la manera com s'ha realitzat una acció. Exemples: vaskasa ut («caminar de pressa»), vaskamasăr ut («caminar a poc a poc») – a partir del verb vaska («afanyar-se, apressar-se»); timlese itle («escoltar amb atenció»), timlemesĕr itle («escoltar sense prestar atenció») – a partir del verb timle («esforçar-se»). És una forma extremament corrent. S'utilitza sovint en casos en què en altres llengües s'empraria una conjunció copulativa: vulasa larat («seu i llegeix», literalment «llegint seu»); hăvarsa larnă («va enfilar-se i seure», literalment «enfilant-se segué»).[47][48]
- -sAn (o sAssǍn). La forma negativa és -mAsAn (o masAssǍn). Gerundi passat. Exemples: pĕlsen kala, pĕlmesen an kala («si saps, parla; si no saps, no parlis», literalment «sabent, parla; no sabent, no parlis») – a partir del verb pĕl («saber»).[49][50][51]
- -A. No té forma negativa. Gerundi present. Sovint s'empra duplicant el verb: takăna-takăna ut («caminar ensopegant») – a partir del verb takăn («ensopegar»).[52] Es produeixen els canvis fonètics habituals en els verbs acabats en vocal: vula + a › vula; ĕśle + e › ĕśle; śi + e › śiye; tu + a › tăva; tü + e › tĕve.[53]
- -iççen. No té forma negativa. «Fins a»: tarliççen ĕśle («treballar fins a suar») – a partir del verb tarla («suar»); tăraniççen śi («menjar fins a atipar-se») – a partir del verb tăran («atipar-se»).[52]
- -mAsseren. No té forma negativa. «Cada vegada que»: hulana tuhmasseren kĕneke magazinne kĕretĕp («cada vegada que surto per la ciutat entro a la llibreria») – a partir del verbs tuh («sortir») [ciutat.DAT sortir.GER llibre.ABS botiga.3SG.DAT entrar.PRES.1SG].[52]
- -nĂśemĕn. (o -nĂśem) No té forma negativa. «A mesura que».[52]
- -nĂrAnpA. No té forma negativa. «Des que».[54]
- -УśĂn. No té forma negativa. «Mentre». Es produeixen els canvis fonètics habituals en els verbs acabats en vocal: vula + yśan › vulyśan; ĕśle + üśĕn › ĕślüśĕn; śi + üśĕn › śiyüśĕn; tu + yśan › tăvyśan; tü + üśĕn › tĕvüśĕn.[55]